# کانکتور جابه‌جایی-عایق

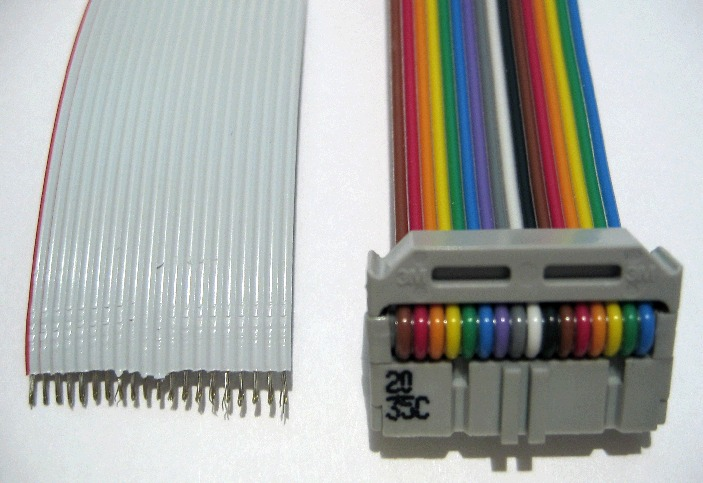
دو کابل نواری: کابل خاکستری لخت‌شده‌است و کابل رنگین‌کمان دارای کانکتور IDC است.

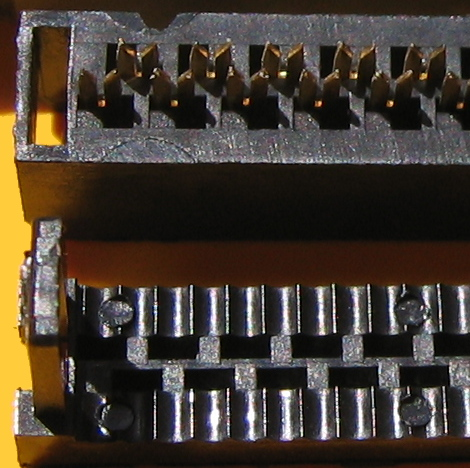
تیغه‌های کانکتور

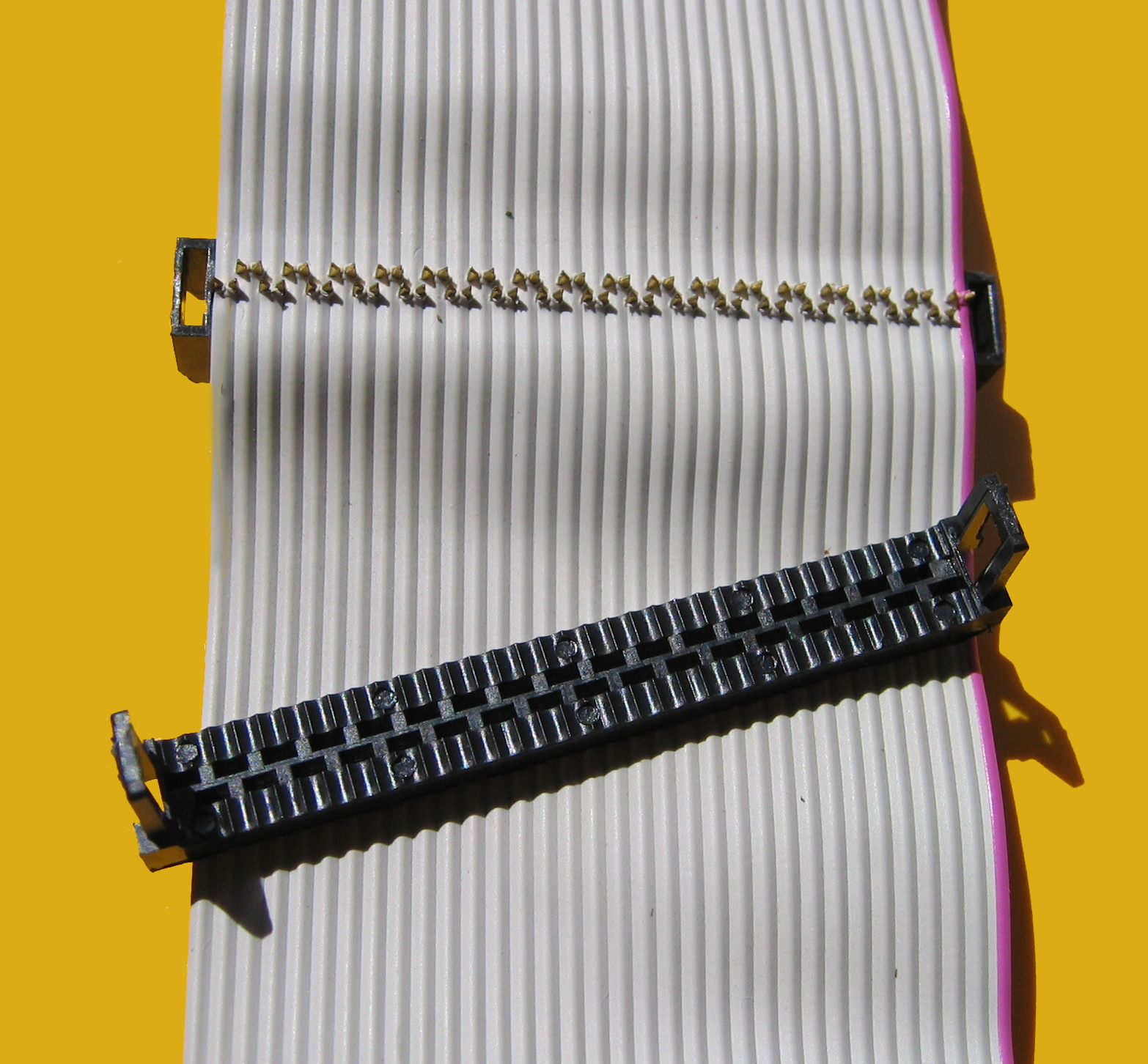
تیغه‌ها اتصال‌دهنده عایق را به داخل کابل نواری می‌شکافد

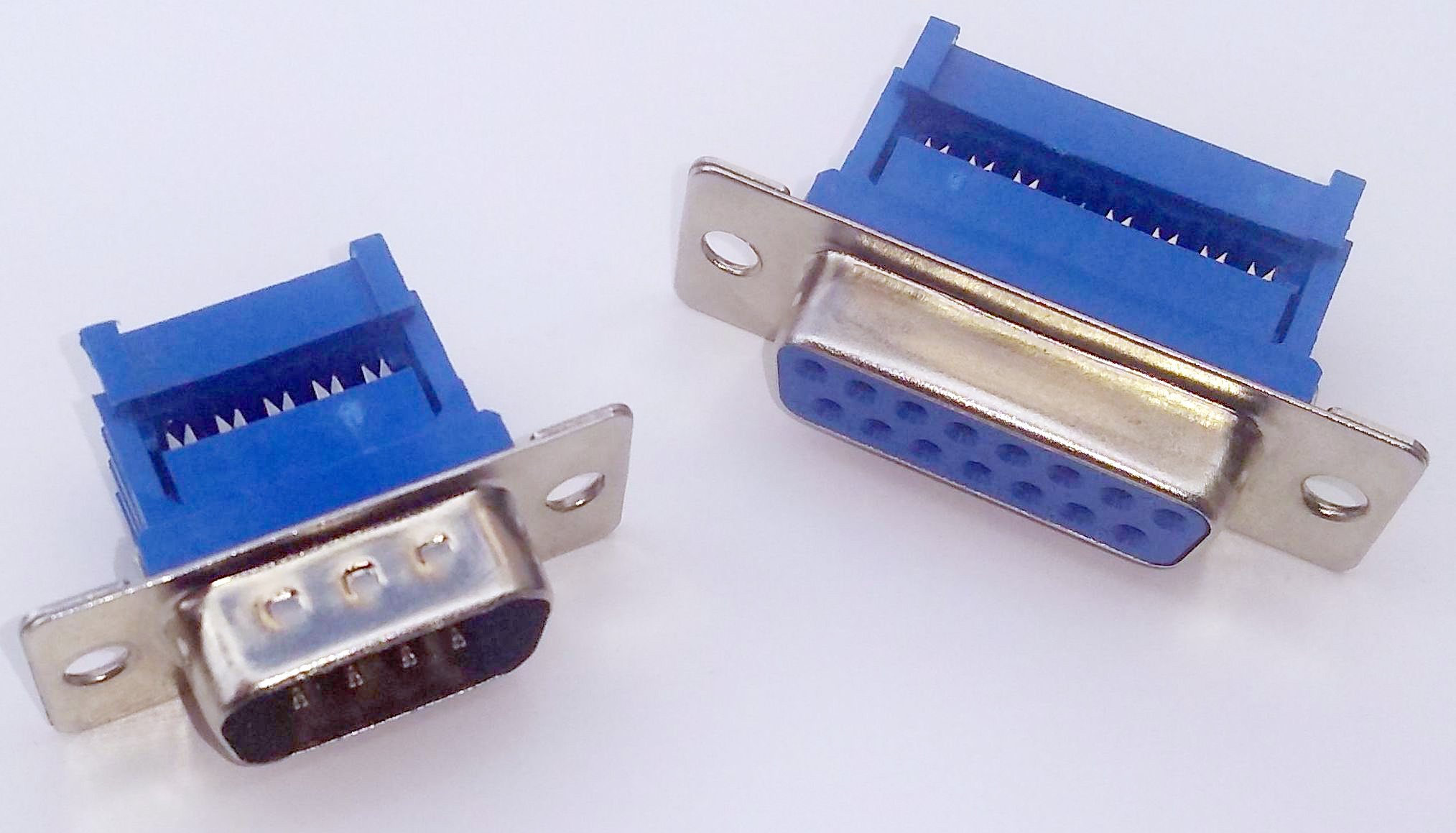
کانکتور IDC D-Sub DE-9 (نر) و DA-15 (ماده)

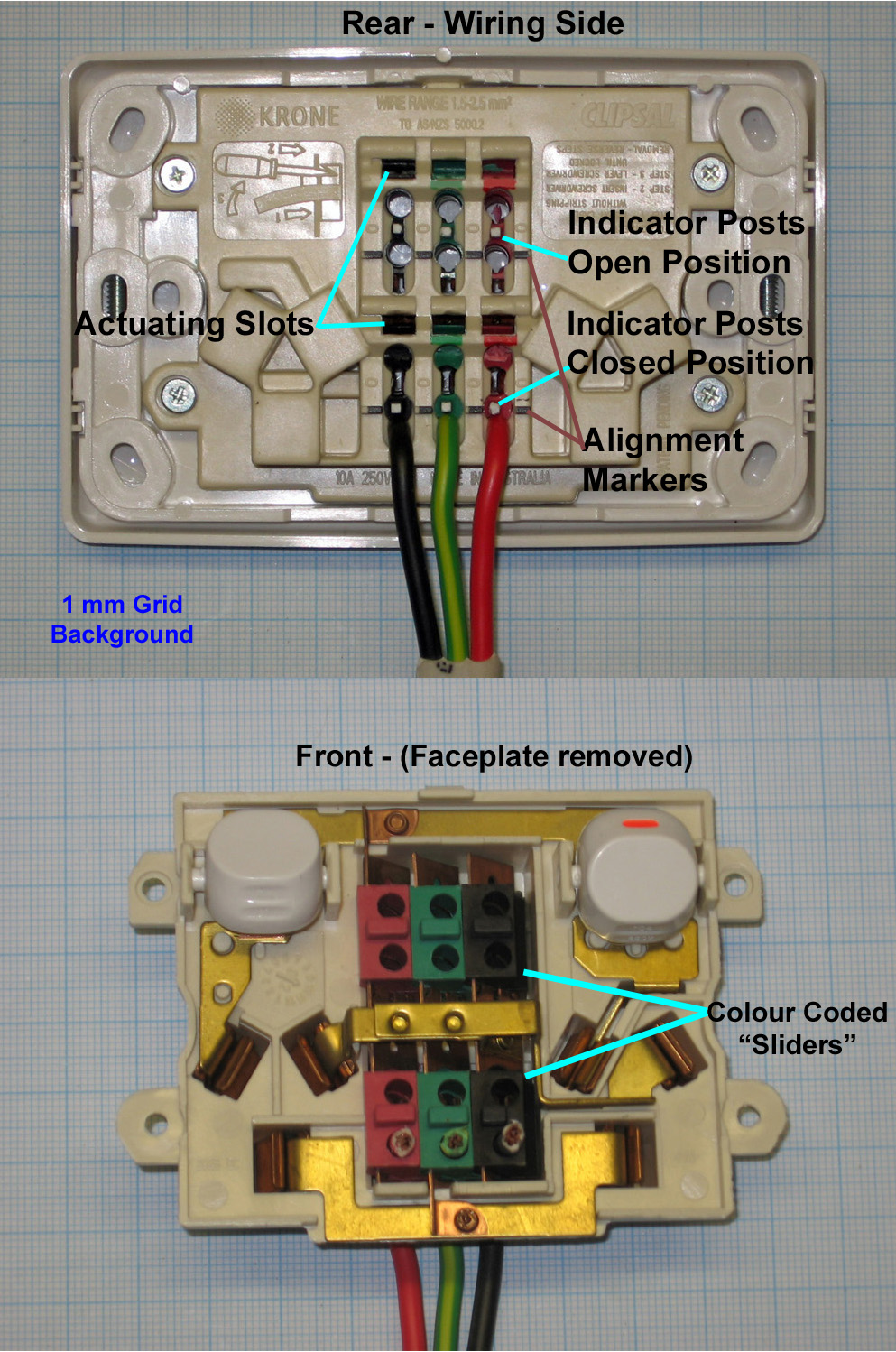
پریز برق استرالیایی (دوگانه)، با استفاده از جابجایی عایق برای اتصال هادی‌های تغذیه ولتاژ پایین (۲۳۰ ولت)

اتصال جابه‌جایی-عایق (IDC)، همچنین به عنوان اتصال سوراخ‌ساز عایق (IPC) شناخته می‌شود، یک اتصال‌دهنده الکتریکی است که برای اتصال به رسانا (های) کابل عایق شده توسط فرایند همبندش طراحی شده‌است که تیغه یا تیغه‌های لبه‌دار گزینشی را از طریق عایق وارد می‌کند و نیاز به لخت‌کردن رساناهای عایق قبل از اتصال را کنارمی‌زند. هنگامی که به درستی ساخته‌شود، تیغه اتصال‌دهنده به رسانا جوش-سرد می‌شود و از دیدگاه نظری یک اتصال گازبندی‌شده قابل‌اطمینان ایجاد می‌کند.

## پیشینه
فناوری نوین IDC بعد از تحقیقات بر روی فناوری اتصال‌دهنده چین‌دار و سیم گِردپیچ که درابتدا توسط وسترن الکتریک، آزمایشگاه‌های تلفن بل و دیگران که پیشگام بوند، توسعه یافت و تحت تأثیر آن قرار گرفت. اگرچه درابتدا فقط برای اتصال رساناهای توپُر (تک‌رشته‌ای) طراحی شده بود، فناوری IDC درنهایت به سیم‌های چندرشته‌ای نیز گسترش یافت.
در ابتدا، IDCها فقط در کاربردهای ولتاژ بسیار-پایین، مانند مخابرات راه‌دور، شبکه‌سازی و اتصالات سیگنالی بین بخش‌های یک سامانهٔ الکترونیکی یا رایانه‌ای دیده می‌شدند. با این حال، همان‌طور که در تصویر مشاهده می‌شود، اکنون در برخی از کاربردهای ولتاژ پایین (قدرت) خانگی و صنعتی نیز استفاده می‌شود. مزایای ادعاشده برای استفاده از آنها در این کاربردها شامل نصبش تا ۵۰ درصد سریع‌تر است، به دلیل کاهش در فرایندهای کندن، پیچاندن و پیچ‌کردن..

## جانمایی‌های رایج

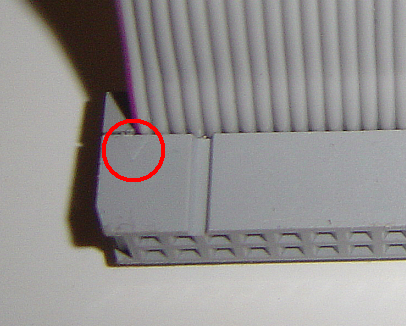
علامت "V" (دایره‌کشیده) موقعیت پین ۱ را نشان می‌دهد

پین‌ها معمولاً از پایه ۱ با اعداد فرد در یک طرف و اعداد زوج در سمت دیگر شماره گذاری می‌شوند. رابط‌ها بر اساس فاصله پین‌ها بر حسب میلی‌متر (گام)، تعداد پین‌ها و تعداد ردیف‌ها دسته‌بندی می‌شوند. کانکتورهایی که معمولاً در رایانه‌ها استفاده می‌شوند عبارتند از:
- دیسک سخت رایانه رومیزی ۳٫۵ اینچی آی‌دی‌ایی - گام میلی‌متر ۲٫۵۴، ۴۰ پایه، ۲×۲۰ (۲ ردیف ۲۰ پایه)
- دیسک سخت رایانه نوت بوک ۲٫۵ اینچی IDE - گام ۲٫۰۰ میلی‌متر، ۴۴ پین، ۲×۲۲ (۲ ردیف ۲۲ پین)
- اس‌سی‌اس‌آی ۸ بیتی – گام 2.54 میلی‌متر، ۵۰ پین، ۲×۲۵ (۲ ردیف ۲۵ پایه)
- SCSI 16 بیت - گام 1.27 میلی‌متر، ۶۸ پین، ۲×۳۴ (۲ ردیف ۳۴ پایه)
- فلاپی دیسک - گام 2.54 میلی‌متر، ۳۴ پین، ۲×۱۷ (۲ ردیف ۱۷ پایه)[۶]
- DE-9 سریال در مادربردها - 2.54 میلی‌متر گام، ۱۰ پین، ۲×۵ (۲ ردیف ۵ پایه) - گاهی اوقات به نام everex[نیازمند منبع]
- DB-25 موازی- گام 2.54 میلی‌متر، ۲۶ پین، ۲×۱۳ (۲ ردیف ۱۳ پایه)[۷]
- در برخی موارد، یواس‌بی از طریق نسخه ۲ در مادربردها - گام 2.54 میلی‌متر، ۱۰ پین، ۲×۵ (۲ ردیف ۵ پین)[۸]